# 月刊EXILE
『月刊EXILE』（げっかんエグザイル）は、LDHが発行していた月刊誌。2008年6月27日に創刊。

## 概要
EXILEが2008年に展開するプロジェクト「EXILE PERFECT YEAR 2008」の一環として創刊。メンバー企画による連載、LDH所属アーティストの情報などを掲載していた。
2022年11月からファンクラブ内のコンテンツ「EXILE TRIBE MAGAZINE」としてデジタル化した。

## 備考
創刊10周年を迎えた2018年6月27日発売の8月号は、「創刊10周年特別記念号」として特別価格の240円に設定された。内容も通常とは異なり、創刊当初からの人気企画である「100問100答」の、EXILE、三代目J Soul Brothers、GENERATIONSのメンバー全員分の掲載により構成された。